# Un cordonnier sur les talons
Pour plus de détails, voir Fiche technique et Distribution.
Un cordonnier sur les talons (Holiday for Shoestrings) est un court métrage d'animation américain de la série Merrie Melodies, réalisé par Friz Freleng et produit par la Warner Bros. Cartoons, sorti en 1946.